# Sodalizio delle vergini domenicane dello Spirito Santo
Il Sodalizio delle Vergini Domenicane dello Spirito Santo (in francese Sodalité des Vierges Dominicaines du Saint-Esprit) è una società di vita apostolica femminile di diritto pontificio: i membri di questa società pospongono al loro nome la sigla D.S.E.

## Storia
La congregazione fu fondata dal sacerdote francese Victor-Alain Berto, terziario domenicano. Emmanuel Cathelineau, priore provinciale domenicano di Lione, eresse canonicamente la fraternità il 27 marzo 1943.
Il maestro generale dell'ordine nel 1949 concesse alle associate la facoltà di portare l'abito domenicano e nel 1964, con il consenso della Santa Sede, il sodalizio fu dichiarato associazione di perfezione propria dell'ordine.

## Attività e diffusione
Lo scopo dell'istituto è l'educazione dell'infanzia.
Le suore sono presenti in varie località della  Francia; la sede generalizia è a Pont-Calec-en-Berné, presso Plouay, in diocesi di Vannes.
Alla fine del 2011 la congregazione contava 114 membri in 8 case.